# Clemente Maxim
Clemente Maxim (n. 1873, Batin, județul Cluj – d. 1947, Diviciorii Mici, județul Cluj) a fost un deputat în Marea Adunare Națională de la Alba Iulia, organismul legislativ reprezentativ al „tuturor românilor din Transilvania, Banat și Țara Ungurească”, cel care a adoptat hotărârea privind Unirea Transilvaniei cu România, la 1 decembrie 1918 :pp. 72-73 .

## Biografie
A urmat cursurile Școlii Normale, după care a ocupat postul de învățător în Diviciorii Mici, comuna Sânmartin din județul Cluj :p. 177.

## Activitatea politică
Ca deputat în Adunarea Națională din 1 decembrie 1918 a fost delegat supleant al cercului electoral Gherla :pp. 72-73. 